# Битва за Тонне
Битва за Тонне (кор. 東莱城戰鬪, 동래성전투, яп. 東莱城の戦い; 25 — 26 травня 1592) — бій, що відбувся між японськими і корейськими військами за контроль над корейською фортецею Тонне на початку Імджинської війни.

## Короткі відомості
Після здобуття Пусану 1-а японська експедиційна армія під командуванням Конісі Юкінаґи повинна була здобути корейську фортецю Тонне щоб встановити цілковитий контроль над південним узбережжям провінції Кьонсан. Фортеця знаходилася на вершині гори і була неприступною. Її гарнізон охороняв дорогу, що вела на північ до Сеула. 
25 травня японські сили, що здобули Пусан, підійшли до Тонне і оточили фортецю. Конісі Юкінаґа передав корейському головнокомандувачу Сон Санхьону послання з вимогою: «Бийся якщо хочеш. Якщо не хочеш — дай дорогу» до Сеулу. У відповідь головнокомандувач пустив стрілу з запискою, що влучила у щит Конісі: «Я краще помру, ніж дам вам дорогу».
В цей час на допомогу обложеним поспішав корейський генерал Лі Как, командир усіх збройних сил провінції Кьонсан, але дізнавшись про долю оборонців Пусана, він розвернув військо і отаборився у безпечному місці, за 10 км від фортеці.
Пополудні 25 травня японські війська пішли на штурм Тонне. Незважаючи на погане озброєння і недостатній вишкіл, корейці стримували натиск нападників протягом 8 годин. Вночі 26 травня японці заволоділи усіма воротами фортеці і вирізали усіх військових і цивільних. Головнокомандувач Сон Сахьон поліг у нерівному бою. Вражений мужністю і силою Сона, японський генерал Конісі поховав його з почестями і встановив на його могилі дерев'яну табличку з написом «Вірний захисник».
Дізнавшись про падіння Тонне, генерал Лі Как і його підопічні віткли на північ. 
Японці здобули потужну твердиню на корейському півдні і відкрили собі дорогу до Сеула. Разом із Пусаном, Тонне стала базою японських військ, куди прибували продовольство і нові війська з Японії.